# Muscat de Hambourg
Le muscat de Hambourg est un cépage noir de cuve et un raisin de table.

## Origine et répartition géographique
Le muscat de Hambourg serait, selon l’Italien Pirovano, un croisement de muscat d'Alexandrie et de frankenthal. Cette hypothèse demande une vérification génétique parce qu'on ignore l’origine exacte.
Le cépage est principalement planté en :
- France avec 3 605 hectares[2],[3]
- Grèce avec 3 800 hectares
- Roumanie avec 2 900 hectares
- Uruguay avec 1 800 hectares
- Portugal avec 800 hectares
- Italie avec 314 hectares
- Australie avec 67 hectares
- Afrique du Sud avec 32 hectares

En Angleterre, le muscat a connu un grand succès comme cépage de serres. Aux États-Unis, cette variété est vinifiée en Californie, Virginie, Oregon, Texas et Washington, de même qu'au Canada dans les îles de Vancouver et en Chine.

## Caractères ampélographiques

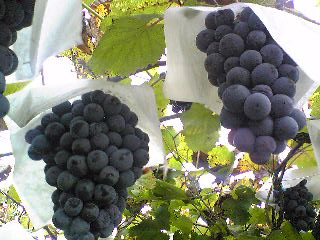
Grappes de muscat de Hambourg protégées par des cônes de papier.

- Extrémité du jeune rameau duveteux blanc.
- Jeunes feuilles aranéeuses
- Feuilles adultes, à 5 lobes avec des sinus latéraux supérieurs à fonds aigus, un sinus pétiolaire en lyre plus ou moins ouverte, des dents anguleuses, étroites, un limbe fortement aranéeux.

## Aptitudes culturales
La maturité est de deuxième époque : 15-18 jours après le chasselas.

## Potentiel technologique
Les grappes sont grandes et les baies sont de grosse taille. La grappe est moyennement compacte. Le cépage craint le mildiou, l’oïdium et il est atteint par les gelées d’hiver. Le goût de la chair juteuse est agréable et assez musqué.
Sur le même pied coexistent deux types de grappes : environ la moitié des grappes porte des raisins qui prennent rapidement une couleur sombre bleutée, tandis que l'autre moitié porte des raisins qui conserveront une couleur rosé-violet clair quel que soit leur degré de maturité. Les deux types de grappes ont un goût similaire.

## Synonymes

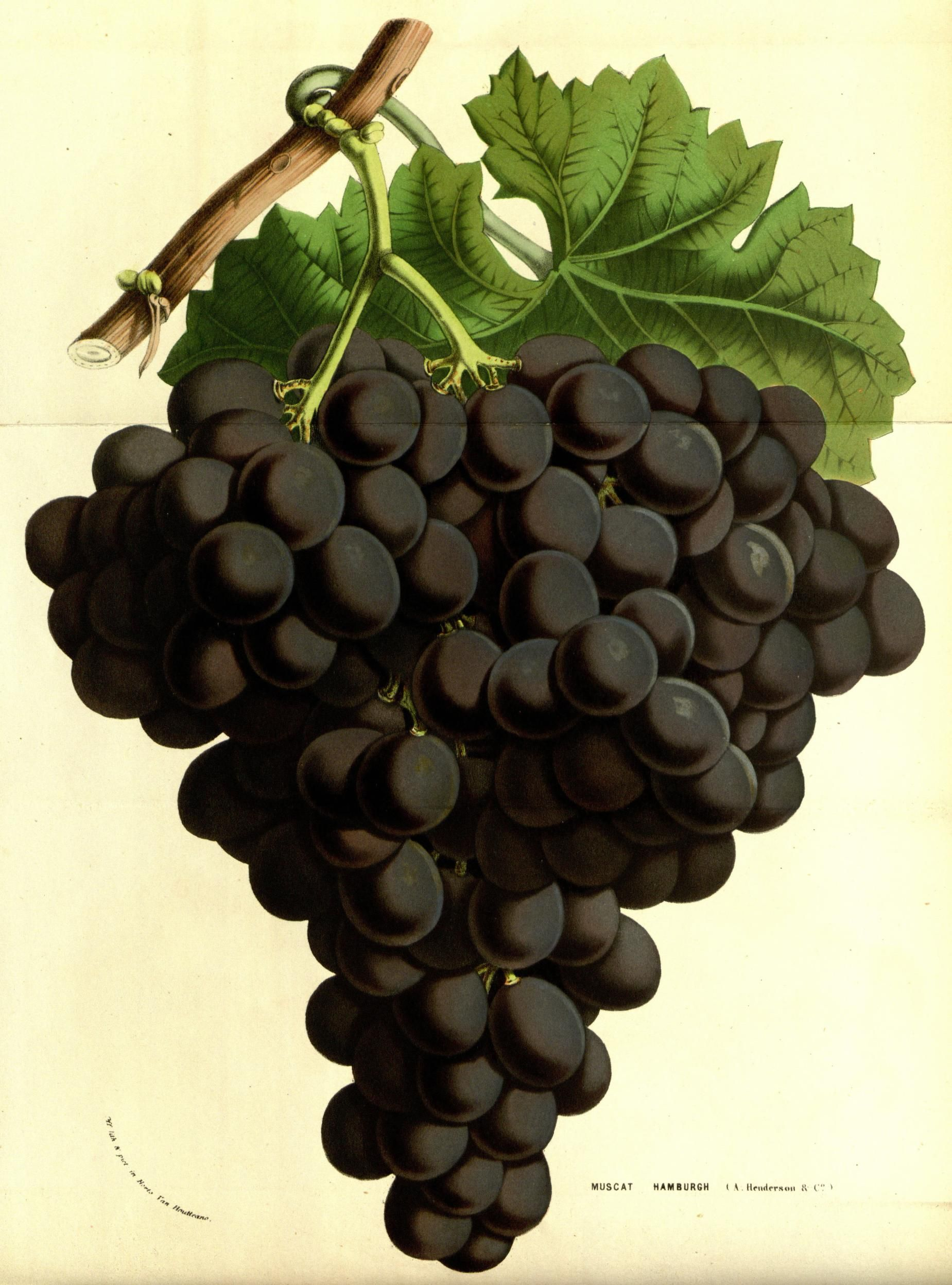
Grappe de Muscat de Hambourg par Louis Van Houtte.

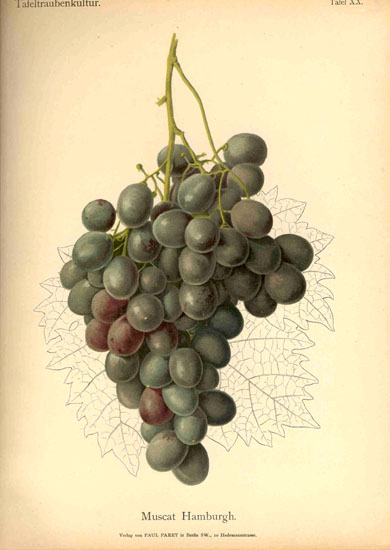
Muscat de Hambourg aus Rudolf Goethe, Handbuch der Tafeltraubenkultur

Le muscat de Hambourg est connu sous les noms :
- Muscat du Ventoux
- Black Hamburg (États-Unis)
- Black Muscat
- Black Muscat of Alexandria
- Blauer Hamburger Muskat
- Frankental
- Frankenthal
- Golden Hamburg
- Hambourg musqué
- Hambro
- Hamburg
- Hamburg Moschato
- Hamburgii muskotály
- Hamburgskii misket
- Hamburski Misket
- Hampton Court Wine
- Malaga rouge
- Moscatel de Hamburgo
- Moscatel Negro
- Moscatel Prato
- Moscatel preto
- Moscato d’Amburgo
- Moscato di Amburgo
- Moscato Nero
- Moscato Nero di Amburgo
- Moscato Preto
- Moschato amvourgou
- Moschato tyrnavou
- Muscat Albertient's
- Muscat cernii aleksandriiskii
- Muscat gamburgskii
- Muscat Hamburg
- Muskat Hamburg crni
- Muskat-Trollinger (en Allemagne)
- Œillade musqué
- Queen’s Arbor
- Red Muscat of Alexandria
- Siyah misket
- Snow’s Seedling
- Snow’s muscat hamburgh (du nom du multiplicateur britannique Snow)
- Tamaîioasa hanburg
- Tamaîioasa neagra
- Venn’s Seedling
- Venn's Seedling black muscat (du nom du multiplicateur britannique Venn)
- Zibibbo Nero

### Muscat du Ventoux (AOC)
Ce raisin de table est produit sur le piémont du mont Ventoux depuis le XIXe siècle. Ce sont près de quatre cents producteurs répartis sur 48 communes du Vaucluse qui produisent annuellement 2 000 tonnes de cette variété qui bénéficie depuis 1997 de l'AOC.
Le terroir où est cultivé ce raisin se situe sur des coteaux d'altitude supérieure à 200 mètres sur les terrasses du Ventoux et dans la vallée du Calavon. Il se situe sur les cantons de Mormoiron, Pernes-les-Fontaines, Malaucène, Vaison-la-Romaine, Carpentras, Bonnieux, Apt, Gordes, Cavaillon et L'Isle-sur-la-Sorgue. Plus de 60 % des parcelles sont irriguées.
Reconnu appellation d'origine protégée par l'Europe, le muscat du Ventoux répond à un cahier des charges très précis qui inclut le poids de la grappe (250 g), la richesse en sucre (16 à 18 %), le ciselage des grappes pour éliminer tout grain flétri, la présence de la pruine sur la peau du raisin, etc.